# Sultanpur (Uttar Pradesh)
Sultanpur is een stad en gemeente in het district Sultanpur van de Indiase staat Uttar Pradesh. 

## Demografie
Volgens de Indiase volkstelling van 2001 wonen er 100.085 mensen in Sultanpur, waarvan 53% mannelijk en 47% vrouwelijk is. De plaats heeft een alfabetiseringsgraad van 71%. 